# Abenteuer der Familie Stachelbeere
Abenteuer der Familie Stachelbeere ist ein US-amerikanischer Zeichentrickfilm nach der Zeichentrickserie Expedition der Stachelbeeren. Seine Premiere erfolgte am 20. Dezember 2002, im deutschen Free-TV war er erstmals am 13. Mai 2012 auf sixx zu sehen.

## Handlung
Eliza Stachelbeere reist mit ihren Eltern, den Tierfilmern Nigel und Marianne, in einem Wohnmobil um die Welt. Eliza hat ein Geheimnis: Sie kann die Sprache der Tiere verstehen und sich so zum Beispiel mit ihrem Schimpansen Darwin unterhalten. Ihre Großmutter Cordelia macht sich Sorgen um ihre Sicherheit und verschafft Eliza einen Platz in einem englischen Internat. Eliza muss Kenia gegen ihren Willen verlassen und kann sich nicht an der Suche nach dem entführten Gepardenkind Tally beteiligen. Darwin und Eliza verlassen England und fliegen zurück nach Nairobi. Ein Spitzmaulnashorn erzählt Eliza, dass eine Horde Elefanten in großer Gefahr schwebt. Eliza lernt Sloan und Bree Blackburn kennen, die sich bereits nach kurzer Zeit als diejenigen herausstellen, die Elefanten töten wollen.
Die Blackburns wollen wissen, wie Eliza von ihrem Plan erfahren konnte, fesseln Eliza im Wohnwagen und bedrohen sie. Von Geräuschen außerhalb abgelenkt, verlassen Bree und Sloan den Wohnwagen. Tally, das entführte Gepardenkind, befreit Eliza von den Fesseln. Eliza will flüchten, sieht aber, dass Sloan ihre Schwester Debbie gefangen hat. Die Blackburns drohen damit, Debbie von einer Klippe zu stürzen, und Eliza erzählt, woher sie von dem Plan der Blackburns wusste.
Ein Sturm kommt auf, und Elizas besondere Fähigkeit verschwindet. Sie schafft es gemeinsam mit ihren Freunden und ihrer Schwester, den Blackburns zu entwischen. Mit einem Trick schafft es Eliza, die Elefanten vor ihrem sicheren Tod zu retten, und bekommt in der Folge von dem Schamanen, von dem sie ihre besondere Gabe einst erhalten hatte, ihre Fähigkeit wieder zurück.

## Stimmen
| Figur                      | Originalsprecher    | Deutscher Sprecher |
| -------------------------- | ------------------- | ------------------ |
| Eliza Stachelbeere         | Lacey Chabert       | Angela Quast       |
| Darwin                     | Tom Kane            | Holger Potzern     |
| Phaedra                    | Cree Summer         |                    |
| Nigel Stachelbeere         | Tim Curry           | Eberhard Haar      |
| Col. Radcliff Stachelbeere | Tim Curry           | Harald Halgardt    |
| Cordelia Stachelbeere      | Lynn Redgrave       | Ursula Vogel       |
| Marianne Stachelbeere      | Jodi Carlisle       | Ela Nitzsche       |
| Debbie Stachelbeere        | Danielle Harris     | Anne Moll          |
| Donnie Stachelbeere        | Flea                |                    |
| Tally                      | Kimberly Brooks     |                    |
| Akela                      | Alfre Woodard       |                    |
| Spuirrel                   | Charles Shaughnessy |                    |
| Bree Blackburn             | Marisa Tomei        | Micaëla Kreißler   |
| Sloan Blackburn            | Rupert Everett      | Holger Mahlich     |

## Rezeption
Abenteuer der Familie Stachelbeere erhielt ein gutes Presseecho, was sich auch in den Auswertungen US-amerikanischer Aggregatoren widerspiegelt. So erfasst Rotten Tomatoes größtenteils positive Besprechungen und ordnet den Film dementsprechend als „Verbrieft Frisch“ ein. Laut Metacritic fallen die Bewertungen im Mittel „Grundsätzlich Wohlwollend“ aus.
Die Zeitschrift TV Spielfilm beurteilte das „große, spannende, witzige Zeichentrickabenteuer“ als „erfrischend exzentrisch und energiegeladen“.
Paul Simons Beitrag zum Soundtrack Father and Daughter war bei der Oscarverleihung 2003 als „Bester Song“ nominiert. Eine weitere Nominierung für das Lied gab es bei den Golden Globe Awards 2003. Bei den Satellite Awards 2002 war der Film in der Kategorie „Bester Film (Animationsfilm oder Real-/Animationsfilm)“ nominiert.

## Soundtrack
Der Soundtrack zum Film erschien bei Jive Records.
1. Father & Daughter – Paul Simon
2. Iwoya – Angélique Kidjo featuring Dave Matthews
3. Dance With Us – P. Diddy and Brandy featuring Bow Wow
4. Animal Nation – Peter Gabriel[8]
5. Happy – Sita
6. Motla Le Pula (The Rain Maker) – Hugh Masekela
7. Don’t Walk Away – Youssou N’Dour featuring Sting
8. Acci-dent – Baha Men
9. Monkey Man – Reel Big Fish
10. Shaking the Tree (02 Remix) – Peter Gabriel and Youssou N’Dour featuring Shaggy
11. Get Out Of London – The Pretenders
12. Africa – Las Hijas Del Sol
13. End Of Forever – Nick Carter
14. Awa Awa – Wes